# Wolfgang Fritz Volbach
Wolfgang Fritz Volbach (geboren 28. August 1892 in Mainz; gestorben 23. Dezember 1988 ebenda) war ein deutscher Kunsthistoriker.

## Familie
Wolfgang Fritz Volbach war ein Sohn des Musikers und Musikwissenschaftlers Fritz Volbach (1861–1940). Seine Mutter Käthe Dernburg war eine Schwester des Publizisten Friedrich Dernburg. Sein Bruder Walther R. Volbach (1897–1996) wurde Operettenregisseur und musste 1936 emigrieren. Volbach heiratete 1929 Marie-Louise Adelung, Tochter des SPD-Politikers Bernhard Adelung, die bereits 1936 starb. Sie hatten den 1930 geborenen Sohn Fritz Bernhard Volbach. In zweiter Ehe war er seit 1948 mit der Schriftstellerin Vivyan Leonora Eyles (1909–1982), Pseudonym Lydia Holland, der Tochter der Schriftstellerin Leonora Eyles und ersten Ehefrau des Schriftstellers Mario Praz, verheiratet; sie hatten den Sohn Julian Gilbert Volbach (1942–1951). In dritter Ehe war er seit 1987 mit der Archäologin Dorothee Renner(-Volbach) (1925–2009) verheiratet.

## Leben
Volbach studierte Kunstgeschichte, Klassische Archäologie und mittelalterliche Geschichte in Tübingen, München, Berlin und Gießen und wurde 1915 bei Christian Rauch in Gießen promoviert. Bereits während seines Studiums war er 1912 als Volontär am Römisch-Germanischen Zentralmuseum in Mainz tätig und erhielt dort 1916 seine erste Stelle. In Mainz erarbeitete er einen Katalog der frühchristlichen Elfenbeinarbeiten. Noch im gleichen Jahr wechselte er an das Nassauische Landesmuseum in Wiesbaden. Ab 1917 arbeitete er an der Abteilung für altchristliche und byzantinische Kunst des Kaiser-Friedrich-Museums in Berlin unter Wilhelm von Bode und Oskar Wulff. 1929 wurde er zum Kustos ernannt; 1930 wurde er Leiter der frühchristlichen Abteilung und der Sammlung italienischer mittelalterlicher Skulpturen; 1933 erhielt er den Titel eines Professors. Die Schausammlung wurde von ihm bis 1933 nach damals modernen ästhetischen und wissenschaftlichen Gesichtspunkten neu geordnet.
Nach der Machtergreifung der Nationalsozialisten wurde Volbach mit dem Gesetz zur Wiederherstellung des Berufsbeamtentums zum 1. Dezember 1933 als „Halbjude“ entlassen, da seine Mutter jüdischer Herkunft war. Volbach emigrierte nach Italien und arbeitete ab 1934 als wissenschaftlicher Assistent an den Sammlungen der Bibliotheca Apostolica Vaticana. Er erarbeitete Bestandskataloge und lehrte am Pontificio Istituto di Archeologia Cristiana. Seit Ende 1942 gehörte er mit Ludwig Muckermann und Willi Nix einer konservativen Widerstandsgruppe gegen den Nationalsozialismus in Rom an, deren Rolle jedoch bisher nicht geklärt ist.
Nach dem Zweiten Weltkrieg kehrte er nach Deutschland zurück. Zuerst arbeitete er ab Sommer 1946 in der Provinzialverwaltung Hessen-Pfalz in Neustadt an der Haardt als Leiter der Abteilung Volksbildung und ab 1947 im rheinland-pfälzischen Kultusministerium in Koblenz als Referent für Denkmalpflege, Museen und Bibliotheken. 1950 kam er als stellvertretender Direktor an das Römisch-Germanische Zentralmuseum in Mainz und wurde 1953 Nachfolger des Direktors Gustav Behrens. 1958 ging er in den Ruhestand und setzte seine rege Publikationstätigkeit fort.

## Schriften (Auswahl)
Siehe Hans Bott: Bibliographie W. F. Volbach. In: Jahrbuch des Römisch-Germanischen Zentralmuseums Mainz. Band 8, 1958, S. XIV–XX und Richard Hamann-McLean: Verzeichnis der Schriften von Wolfgang Fritz Volbach.In: Jahrbuch des Römisch-Germanischen Zentralmuseums Mainz. Band 19, 1972, S. XVII–XXVIII.
- Die Darstellung des Heiligen Georg zu Pferd in der deutschen Kunst des Mittelalters. Strassburg 1917 (= Dissertation, Teildruck).
- Elfenbeinarbeiten der Spätantike und des Frühen Mittelalters (= Römisch-Germanisches Zentralmuseum. Kataloge vor- und frühgeschichtlicher Altertümer 7). Mainz 1916; 2. erweiterte Auflage 1952; 3., völlig neu bearbeitete Auflage, von Zabern, Mainz 1976.
- Die Elfenbeinbildwerke (= Die Bildwerke des Deutschen Museums, Staatliche Museen zu Berlin 1). De Gruyter, Berlin 1923 (Digitalisat).
- mit Oskar Wulff: Die altchristlichen und mittelalterlichen byzantinischen und italienischen Bildwerke (= Beschreibung der Bildwerke der christlichen Epochen 3). De Gruyter, Berlin 1923 (Digitalisat)
- mit Georges Duthuit, Georges Salles: Art byzantin. 100 planches reproduisant un grand nombre de pièces choisies parmi les plus représentatives des diverses tendances. A. Lévy, Paris 1933.
- Frühchristliche Kunst. Hirmer, München 1958.
- mit Jaqueline Lafontaine-Dosogne: Byzanz (= Propyläen Kunstgeschichte. Band 3). Propyläen, Frankfurt am Main 1968.
- mit Jean Hubert, Jean Porcher: Frühzeit des Mittelalters. Von der Völkerwanderung bis an die Schwelle der Karolingerzeit. C. H. Beck, München 1968.
- mit Jean Hubert, Jean Porcher: Die Kunst der Karolinger. Von Karl dem Großen bis zum Ausgang des 9. Jahrhunderts. C. H. Beck, München 1969.